# 三木圭恵
三木 圭恵（みき けえ、1966年7月7日 - ）は、日本の政治家。日本維新の会所属の衆議院議員（3期）。元兵庫県三田市議会議員（2期）。

## 経歴
兵庫県西宮市生まれ。西宮市立鳴尾北小学校、西宮市立学文中学校、兵庫県立西宮南高等学校卒業。1990年、関西大学社会学部を卒業し、大沢商会に入社。1992年、退社。
2004年9月、三田市議会議員初当選。日本会議地方議員連盟の常任幹事を務めた。
2010年5月19日、2期目の途中で辞職。同年7月11日の第22回参議院議員通常選挙に、比例区からたちあがれ日本公認で出馬するが落選。
2012年、太陽の党を経て日本維新の会に合流し同党兵庫県総支部代表代行。同年12月16日の第46回衆議院議員総選挙に、兵庫5区から日本維新の会公認で出馬。自由民主党の谷公一に敗れたが、比例近畿ブロックで復活し初当選。党女性局長に就任した。
2014年6月22日の日本維新の会分党に際しては、当初石原慎太郎共同代表の新党「次世代の党」に参加する意思を会執行部に届け出たが、同月24日に橋下徹共同代表の新党に参加先を変更する意思を表明、橋下グループ側にその旨書面を提出した。代表代行を務めていた日本維新の会兵庫県総支部は石原共同代表の新党に参加する国会議員と橋下共同代表の新党に参加する国会議員とに分かれたことに伴い、一時的に事実上解散したが、その後7月6日に清水貴之を代表として新体制で再編成され、三木は総務会長に就任した。
同年9月、日本維新の会が結いの党と合併して維新の党が発足すると、同支部の体制は維新の党兵庫県総支部として引き継がれた。
同年11月21日に衆議院が解散されると、民主党は梶原康弘の公認を取り消し、第47回衆議院議員総選挙における兵庫5区の候補を三木にしぼることとなった。しかし両党本部による頭越しの決定は連合兵庫などの反発を招き、落選。自民前職の谷公一に対する惜敗率も54.6%と低く、比例区でも当選できなかった。
2016年2月9日、おおさか維新の会衆院兵庫5区支部長就任が発表され、10月11日付で兵庫維新の会（日本維新の会兵庫県総支部）副代表就任が発表された。12月13日、党の情勢調査から兵庫5区での当選は困難と判断され、衆院兵庫7区支部長へ鞍替えとなったことが発表された。
2017年の第48回衆議院議員総選挙では、自民党の山田賢司に敗れ、落選。
2018年1月30日、日本維新の会衆院兵庫7区支部長就任が発表された。
2021年10月31日の第49回衆議院議員総選挙では、兵庫7区で山田賢司に1,530票差で敗れたものの、比例近畿ブロック（定員28名）でトップ当選した。
2024年10月27日の第50回衆議院議員総選挙では、兵庫7区で山田賢司に8,085票差で敗れたものの、比例近畿ブロックにおいて日本維新の会の重複立候補者の中で2番目の惜敗率であったため、比例復活した。

## 政策・主張

### 憲法
- 憲法改正について、2017年、2021年のアンケートで「賛成」と回答[23][24]。
- 憲法9条の改正について、2021年の毎日新聞社のアンケートで選択肢以外の回答をした[25]。
- 憲法を改正し緊急事態条項を設けることについて、2021年の毎日新聞社のアンケートで「賛成」と回答[25]。

### 外交・安全保障
- 安全保障関連法の成立について、2017年のアンケートで「評価する」と回答[23]。
- 「他国からの攻撃が予想される場合には敵基地攻撃もためらうべきではない」との問題提起に対し、2021年のアンケートで「どちらかと言えば賛成」と回答[24]。
- 「北朝鮮に対しては対話よりも圧力を優先すべきだ」との問題提起に対し、2017年、2021年のアンケートで「どちらかと言えば賛成」と回答[23][24]。
- 普天間基地の辺野古移設について、2021年のアンケートで「どちらかと言えば賛成」と回答[24]。

### ジェンダー
- 選択的夫婦別姓制度の導入について、2017年、2021年のアンケートで「どちらかと言えば賛成」と回答[23][24]。
- 同性婚を可能とする法改正について、2017年のアンケートで「どちらとも言えない」と回答[23]。2021年のアンケートで「どちらかと言えば賛成」と回答[24]。
- 「LGBTなど性的少数者をめぐる理解増進法案を早期に成立させるべきか」との問題提起に対し、2021年のアンケートで「賛成」と回答[24]。
- クオータ制の導入について、2021年の毎日新聞社のアンケートで「反対」と回答。

### その他
- アベノミクスについて、2017年のアンケートで「どちらかと言えば評価しない」と回答[23]。
- 安倍内閣による森友学園問題・加計学園問題への対応について、2017年のアンケートで「評価しない」と回答[23]。
- 森友学園への国有地売却をめぐる公文書改竄問題で、2021年5月6日、国は「赤木ファイル」の存在を初めて認めた[26]。しかし5月13日、菅義偉首相はファイルの存在を踏まえた再調査を行わない考えを報道各社に書面で示した[27]。9月の自民党総裁選挙で総裁に選出された岸田文雄も10月11日、衆議院本会議の代表質問で再調査の実施を否定した[28]。国の対応をどう考えるかとの同年の毎日新聞社のアンケートに対し、選択肢以外の回答をした[25]。
- 「治安を守るためにプライバシーや個人の権利が制約されるのは当然だ」との問題提起に対し、2017年のアンケートで「どちらかと言えば反対」と回答[23]。2021年のアンケートで「どちらとも言えない」と回答[24]。
- 「『道徳』を小中学校の授業で教え、子供を評価することに賛成か、反対か」との問いに対し、2014年の毎日新聞社のアンケートで「賛成」と回答[29]。

## 発言
- 所属する維新の会も政策のひとつに女性活躍を謳っているが、安倍政権の掲げる女性活躍について、「安倍首相が”女性の活用”って言ってますが、あの言葉が、女性をすごいモノみたいに扱ってるようにしてて私は嫌なんです」と述べ反対した[30]。

## 選挙歴
| 当落 | 選挙                     | 執行日         | 年齢 | 選挙区       | 政党           | 得票数    | 得票率 | 定数 | 得票順位 /候補者数 | 政党内比例順位 /政党当選者数 |
| ---- | ------------------------ | -------------- | ---- | ------------ | -------------- | --------- | ------ | ---- | ------------------ | ---------------------------- |
| 当   | 2004年三田市議会議員選挙 | 2004年         | 38   | ーー         | 無所属         | ーー票    | ーー   |      | /                  | /                            |
| 当   | 2008年三田市議会議員選挙 | 2008年9月28日  | 42   | ーー         | 無所属         | 1551票    | ーー   | 24   | 12/30              | /                            |
| 落   | 第22回参議院議員通常選挙 | 2010年07月11日 | 44   | 参議院比例区 | たちあがれ日本 | 1万4720票 | ーー   | 48   | /                  | 7/1                          |
| 比当 | 第46回衆議院議員総選挙   | 2012年12月16日 | 46   | 兵庫県第5区  | 日本維新の会   | 5万1341票 | 23.13% | 1    | 2/4                | 4/10                         |
| 落   | 第47回衆議院議員総選挙   | 2014年12月14日 | 48   | 兵庫県第5区  | 維新の党       | 6万337票  | 31.11% | 1    | 2/3                | 17/8                         |
| 落   | 第48回衆議院議員総選挙   | 2017年10月22日 | 51   | 兵庫県第7区  | 日本維新の会   | 4万1331票 | 19.25% | 1    | 2/4                | 5/5                          |
| 比当 | 第49回衆議院議員総選挙   | 2021年10月31日 | 55   | 兵庫県第7区  | 日本維新の会   | 9万3610票 | 36.92% | 1    | 2/3                | 1/10                         |
| 比当 | 第50回衆議院議員総選挙   | 2024年10月27日 | 58   | 兵庫県第7区  | 日本維新の会   | 7万2349票 | 29.31% | 1    | 2/2                | 2/7                          |